# Sahachiro Hata

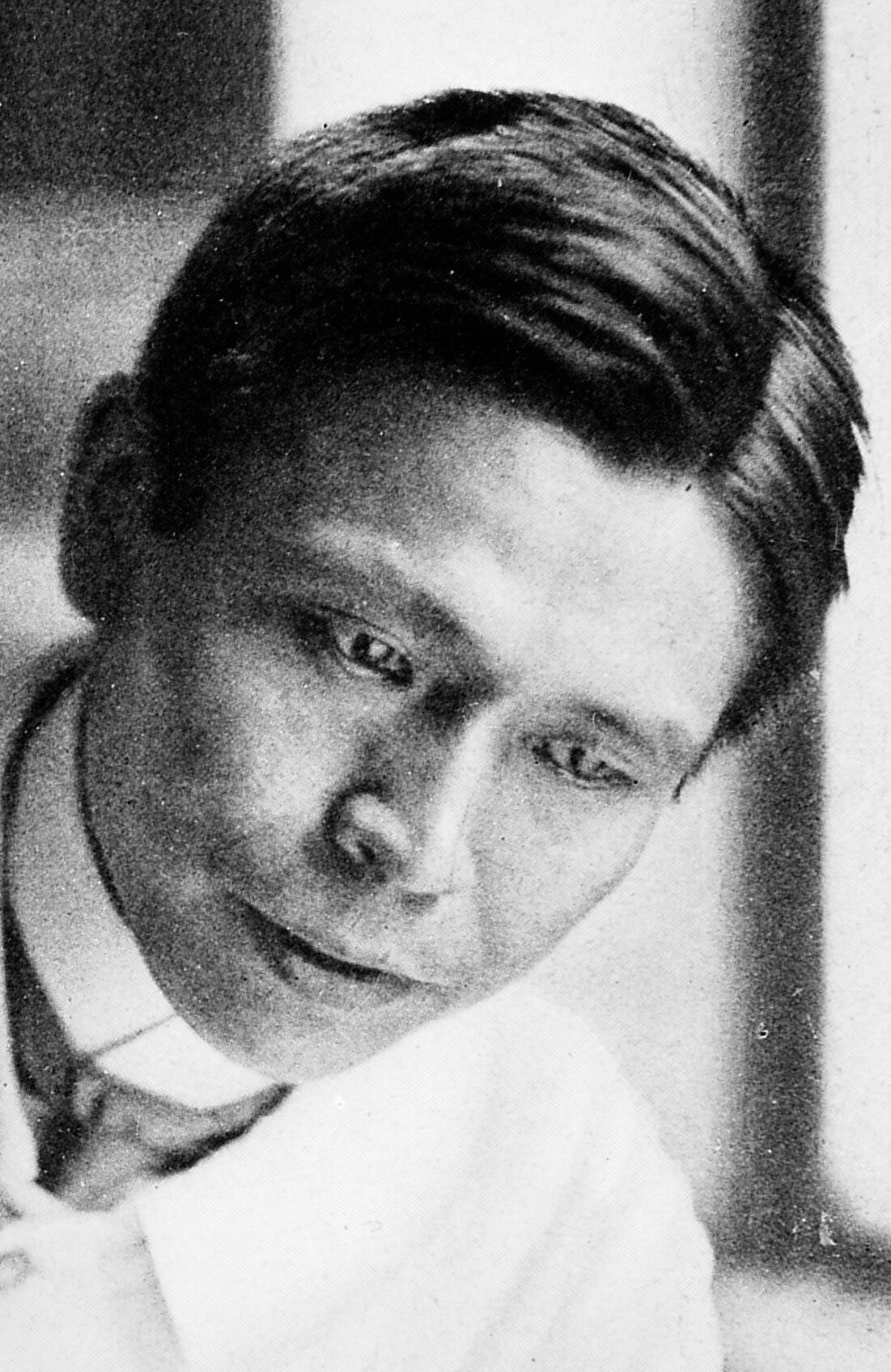

Sahachirō Hata (Masuda, 23 maart 1873 – Tokio, 22 november 1938) was een Japans bacterioloog, die samen met Paul Ehrlich het medicijn Salvarsan ontwikkelde.

## Levensloop
Sahachiro Hata werd geboren in Masuda. Hij studeerde aan de Okayama Universiteit en werd later assistent van professor Shibasaburo Kitasato tijdens de Derde pestpandemie (1855–1960), die voornamelijk woedde in Indië en China. In 1894 ontdekte Kitasato de bacil, yersinia pestis verantwoordelijk voor de pest.
In 1909 volgde Sahachiro Hata in de voetsporen van zijn leermeester en ging naar Duitsland als assistent van Paul Ehrlich. Ehrlich gaf Hata opdracht om alle bekende synthetische arseenderivaten te screenen op anti syfilitische eigenschappen. Datzelfde jaar ontdekte hij dat preparaat 606 succesvolle klinische resultaten had. Op het Congres voor Interne Geneeskunde in Wiesbaden in april 1910 toonden Ehrlich en Hata aan, dat arsfenamine, syfilis bij mensen genas. Salvarsan werd de standaardbehandeling voor syfilis totdat het na de Tweede Wereldoorlog werd vervangen door het antibioticum penicilline, dat minder nadelige bijwerkingen heeft. 
Sahachiro Hata werd driemaal voorgedragen voor de Nobelprijs, 1911, 1912 en 1913, zonder succes. Hij keerde terug naar Japan waar hij les gaf aan de Kitasato Universiteit, de universiteit gesticht door zijn leermeester. In 1927 werd hij lid van de Deutsche Akademie der Wissenschaften Leopoldina.
- Catàleg d'autoritats de noms i títols de Catalunya: 981058511594706706
- CiNii: DA07167354
- Gemeinsame Normdatei: 102807558
- International Standard Name Identifier: 0000 0000 5526 1567
- Library of Congress Control Number: n89639423
- Bibliotheek van het Japanse parlement: 00120751
- Nationale Bibliotheek van Tsjechië: nlk20000088082
- Nationale Bibliotheek van Israël: 987007280245505171
- Istituto Centrale per il Catalogo Unico: CUBV058918
- Système universitaire de documentation: 135475872
- Virtual International Authority File: 15169390
- WorldCat: E39PBJqBqbfXbb6VJ7ywHwcF8C